# Studium Biblicum Franciscanum
Le Studium Biblicum Franciscanum (SBF) est une institution académique basée à Jérusalem et dirigée par la famille franciscaine. Elle fait partie intégrante de l'université pontificale de Saint-Antoine, dont elle constitue la Faculté des sciences bibliques et archéologiques, mais dispose d'une certaine autonomie. L'Institut est situé dans le couvent de la Flagellation, dans le quartier musulman de la vieille ville de Jérusalem, à l'entrée de la Via Dolorosa et à proximité de la partie nord de l'Esplanade des Mosquées (site de l'ancien Temple de Salomon).
Le Studium à Jérusalem a été fondé en 1924. Le Père Gabriele Allegra a fondé le Studium Biblicum Franciscanum à Hong Kong en 1948.